# Triage Joffre
Pour les articles homonymes, voir Joffre (homonymie).

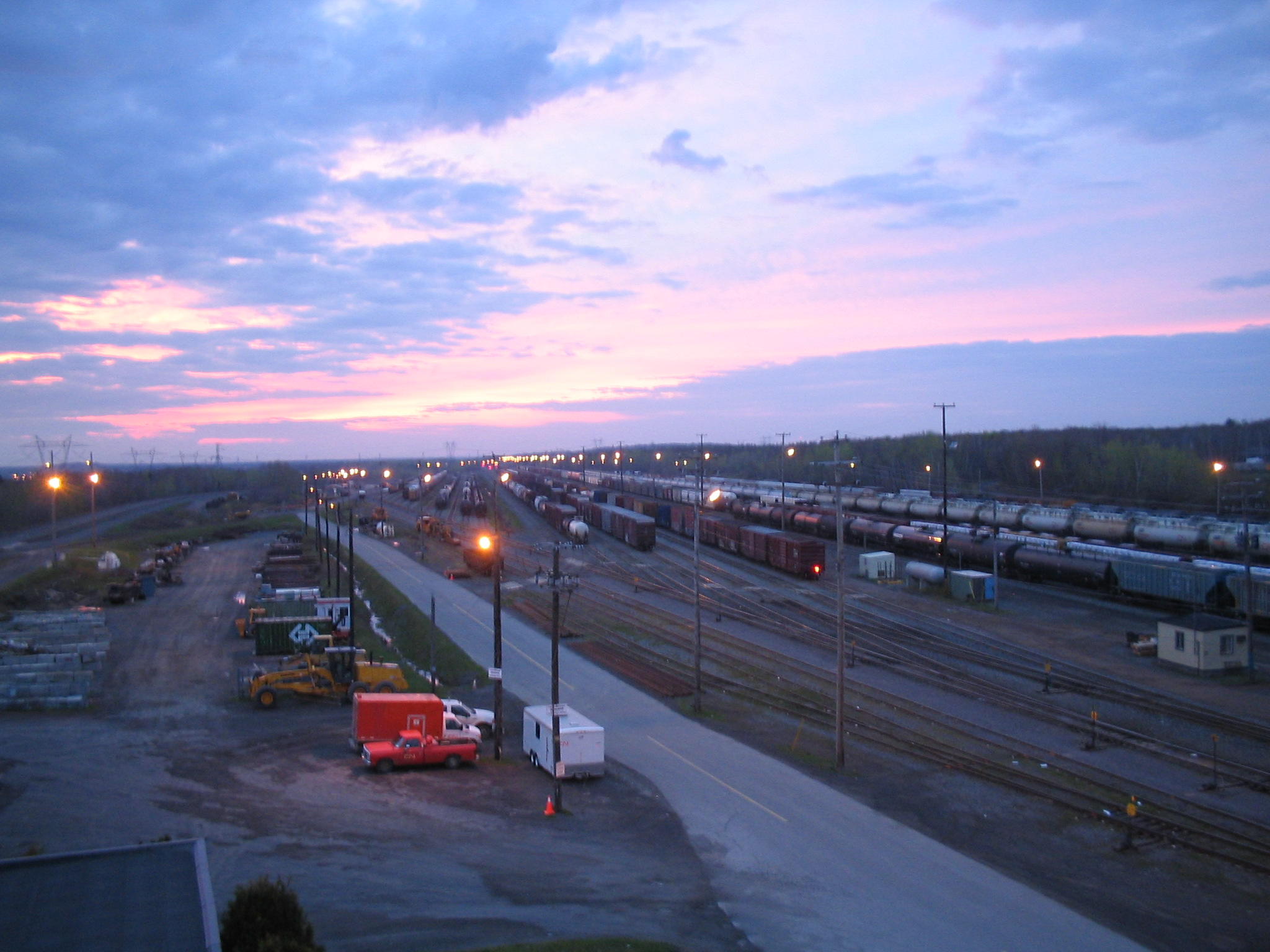
Triage de Joffre, à Lévis (Québec).

Le Triage Joffre est une gare de triage ferroviaire du Canadien National située dans le quartier Charny de la ville de Lévis, au Québec. 
Le CN emploie plus de 200 personnes dans ce triage. Étendu sur plus de quatre kilomètres de long par presque un demi-kilomètre de large, le triage Joffre est une plaque tournante dans la région de Québec pour le CN. La subdivision Montmagny à l'est, la subdivision Drummondville à l'ouest et la subdivision Bridge au nord s'y rencontrent en plus des voies du Chemin de fer Sartigan, au sud vers la Beauce. 
Plusieurs trains de marchandise locaux, interprovinciaux et internationaux y transitent chaque jour ainsi que quelques trains de passagers de Via Rail. Près de 1 000 wagons y sont aiguillés quotidiennement.